# 346
El 346 (CCCXLVI) fou un any comú començat en dimecres del calendari julià.

## Esdeveniments
- Sant Atanasi d'Alexandria és restaurat com a patriarca d'Alexandria.

## Naixements
- (data aproximada)- Teodosi I el Gran, emperador romà.

## Necrològiques
- Zhang Jun